# Habitation légère de loisirs
Pour les articles homonymes, voir HLL.
Une habitation légère de loisirs (HLL), également appelée chalet ou bungalow, est en France une construction à usage non professionnel, démontable ou transportable, constitutive de logement et destinée à une occupation temporaire ou saisonnière.
Elle diffère des résidences mobiles (ou mobile homes) par sa dimension qui peut excéder 40 m2. Le mobile-home devient une HLL pour l'administration dès lors qu'il perd sa mobilité. Au-delà d'une taille de 35 m² de surface de plancher, l'implantation de la HLL est soumise à une déclaration de travaux en mairie.
Ces installations ne peuvent être implantées que dans les conditions suivantes :
- dans les terrains de camping et de caravanage permanents autorisés, à condition que leur nombre soit limité à 20 %  du nombre d'emplacements ou à 35 pour les terrains ayant moins de 175 emplacements et qu'il n'en soit pas fait usage de résidence principale. Dans les campings, les parcelles ne peuvent être vendues en toute propriété mais sont louées.
- dans les terrains affectés spécialement à cet usage c'est-à-dire les parcs résidentiels de loisirs en gestion "hôtelière" (parcelles louées) ou en gestion « Cession de parcelles » (parcelles vendues).
- dans les villages de vacances classés en hébergement léger et dans les dépendances des maisons familiales de vacances agréées.

Si elle est installée en dehors d'un de ces emplacements, la HLL est assimilée à une construction (article R111-40 du Code de l'urbanisme). Il faut respecter les règles relatives aux constructions, et demander une autorisation d'urbanisme, selon la surface de la HLL (déclaration préalable ou permis de construire). 